# Susanna Thompson
Susanna Thompson (San Diego, 27 gennaio 1958) è un'attrice statunitense, nota soprattutto per aver interpretato la Regina Borg nella serie televisiva Star Trek: Voyager e Moira Queen nella serie televisiva Arrow.

## Biografia
La carriera di Susanna Thompson è legata alla fiction televisiva statunitense. La sua prima apparizione è nella serie televisiva Due poliziotti a Palm Beach nel 1991. Ha poi preso parte a svariate altre serie televisive, tra le quali Indagini pericolose e X-Files nel 1993, L.A. Law - Avvocati a Los Angeles nel 1994, N.Y.P.D. nel 1994, CSI - Scena del crimine nel 2006, NCIS - Unità anticrimine nel 2006-2007 e molte altre. 
All'interno dell'universo di Star Trek ha impersonato quattro personaggi di quattro specie aliene differenti. Nella serie Star Trek: The Next Generation impersona la romulana Varel, nel ventiquattresimo episodio della quinta stagione Un'altra dimensione, e la tiloniana Jaya, nel ventunesimo episodio della sesta stagione. Nella serie Star Trek: Deep Space Nine la trill Lenara Kahn, nel sesto episodio della quarta stagione Riuniti. Infine nella serie Star Trek: Voyager ha interpretato il ruolo della Regina Borg nei doppi episodi Frontiera oscura (quindicesimo e sedicesimo della quinta stagione) e Unimatrice zero (ventiseiesimo della sesta stagione e primo della settima stagione).
Da marzo a luglio 2009 è stata la Regina Rose Benjamin nella serie televisiva Kings prodotta per la NBC. L'intera serie è una trasposizione delle vicende bibliche di Re Davide e la Regina Rose è la controparte di Ahinoam, moglie di Saul. Dal 10 ottobre 2012 al 2014 è stata membro del cast nella serie televisiva statunitense Arrow, prodotta dal network televisivo statunitense CW, dove interpreta Moira Queen, madre di Oliver Queen (Stephen Amell). 
Ha preso parte inoltre a vari film e film per la televisione, nel 2002 recita in Il segno della libellula - Dragonfly nel ruolo di protagonista affiancata da Kevin Costner.

## Vita privata
È sposata con Martin Katz, professore presso l'Università statale di San Diego, con cui era fidanzata fin dal 1981.

## Filmografia parziale

### Cinema
- Il massacro degli innocenti (Slaughter of the Innocents), regia di James Glickenhaus (1993)
- Amarsi (When a Man Loves a Woman), regia di Luis Mandoki (1994)
- L'agguato - Ghosts from the Past (Ghosts of Mississippi), regia di Rob Reiner (1996)
- Destini incrociati (Random Hearts), regia di Sydney Pollack (1999)
- Il segno della libellula - Dragonfly (Dragonfly), regia di Tom Shadyac (2002)
- The Public, regia di Emilio Estevez (2018)
- Malignant, regia di James Wan (2021)

### Televisione
- Due poliziotti a Palm Beach (Silk Stalkings) – serie TV, episodio 1x01 (1991)
- Star Trek: The Next Generation – serie TV, episodi 5x24-6x21 (1992-1993)
- Indagini pericolose (Bodies of Evidence) – serie TV, episodio 2x08 (1993)
- X-Files (The X Files) – serie TV, episodio 1x09 (1993)
- L.A. Law - Avvocati a Los Angeles (L.A. Law) – serie TV, episodio 8x12 (1994)
- NYPD - New York Police Department (NYPD Blue) – serie TV, episodi 2x17-2x20 (1995)
- Star Trek: Deep Space Nine – serie TV, episodio 4x06 (1995)
- Secrets of the Bermuda Triangle, regia di Ian Toynton – film TV (1996)
- Roar – serie TV, episodio 1x11 (1997)
- Il mistero del lago (The Lake), regia di David Jackson – film TV (1998)
- Star Trek: Voyager – serie TV, 4 episodi (1999-2000)
- Ancora una volta (Once and Again) – serie TV, 50 episodi (1999-2002)
- The Twilight Zone – serie TV, episodio 1x14 (2002)
- Still Life – serie TV, 5 episodi (2003-2004)
- Medical Investigation – serie TV, episodi 1x18-1x19-1x20 (2005)
- CSI - Scena del crimine (CSI: Crime Scene Investigation) – serie TV, episodio 6x14 (2006)
- Senza traccia (Without a Trace) – serie TV, episodio 5x08 (2006)
- The Book of Daniel – serie TV, 8 episodi (2006)
- Kings – serie TV, 13 episodi (2009)
- Cold Case - Delitti irrisolti (Cold Case) – serie TV, episodi 7x18-7x19-7x20 (2010)
- NCIS - Unità anticrimine (NCIS: Naval Criminal Investigative Service) – serie TV, 8 episodi (2006-2015)
- Arrow – serie TV, 51 episodi (2012-2019) - Moira Queen
- Timeless – serie TV, 12 episodi (2016-2018)

## Doppiatrici italiane
- Cristina Boraschi in Cold Case - Delitti Irrisolti, Il segno della libellula - Dragonfly, Timeless
- Anna Cesareni in Arrow, Star Trek: Voyager
- Anna Cugini in NCIS - Unità Anticrimine (1^voce)
- Fabrizia Castagnoli in X-Files
- Melina Martello in Kings
- Roberta Paladini in NCIS - Unità Anticrimine (2^voce)